# Stags de Fairfield
Les Stags de Fairfield sont les programmes sportifs représentant l’université Fairfield (en) à Fairfield, dans le Connecticut. La plupart des programmes sont membres de la Metro Atlantic Athletic Conference (MAAC) et classés dans la Division I de la National Collegiate Athletic Association (NCAA). 
Les programmes de golf pour hommes et pour femmes sont tous deux classés parmi les meilleurs au monde pour les universitaires, selon Golf Digest.

## Sports pratiqués
Les Stags sont représentés par 20 équipes dont neuf masculines et onze féminines : 
| Équipes masculines  | Équipes féminines   |
| ------------------- | ------------------- |
| Baseball            | Basket-ball         |
| Basket-ball         | Cross-country       |
| Cross-country       | Hockey sur gazon    |
| Lacrosse            | Golf                |
| Aviron              | Lacrosse            |
| Football            | Aviron              |
| Natation et plongée | Football            |
| Tennis              | Softball            |
| Golf                | Natation et plongée |
|                     | Tennis              |
|                     | Volley-ball         |

### Baseball
L'équipe masculine de baseball de Fairfield participe à la Metro Atlantic Athletic Conference en division I de la NCAA, et dispute ses matchs à domicile à l'Alumni Baseball Diamond (en) situé sur le campus de l’université.  
Fairfield forme sa première équipe de baseball universitaire en 1951, remportant 7 de ses 12 matchs. Les Stags, entraînés par Don Cook, ont effectué le premier de trois voyages consécutifs au tournoi ECAC New England en 1977, en battant le champion en titre, les Black Bears du Maine. L’équipe est championne sud du MAAC en 1983, 1991, 1993, 1995, 2000, 2016 et 2019.  
Keefe Cato (en), détenteur de dix records de lanceur à Fairfield, est le premier sportif de Fairfield à jouer dans un sport professionnel majeur au niveau des ligues majeures après avoir été sélectionné par les Reds de Cincinnati au deuxième tour du Repêchage de la Ligue majeure de baseball en 1979. Il devient le lanceur gagnant des Reds lors de son deuxième match.  
Rob Gariano, qui dépasse le record, vieux de 31 ans, de Cato avec 293 retraits au bâton, est sélectionné lors du 36e tour du repêchage de la Ligue majeure de baseball 2010 par les Padres de San Diego. Les Stags sont actuellement entraînés par l'entraîneur de l'année 2012 du MAAC, Bill Currier (en).

### Basket-ball
L’équipe de basketball de Fairfield participe la Metro Atlantic Athletic Conference en division I de la NCAA. Les Stags jouent leurs matchs à domicile dans une arène ultramoderne de 9 000 places, la Webster Bank Arena, à Bridgeport, dans le Connecticut. 
L'équipe a participé au National Invitation Tournament (NIT) en 1973, 1974, 1978, 1996 et 2003 et au tournoi de basketball masculin de la division I de la NCAA en 1986, 1987 et 1997. 
Lors du tournoi national d’invitation de 1973, les Stags se qualifient pour le second tour, où ils perdent d’un point face au futur champion national, les Hokies de Virginia Tech. Et lors du tournoi de la NCAA de 1997, les Stags réussissent presque réussi à vaincre les Tar Heels de la Caroline du Nord, première tête de série, après avoir mené de sept points à la mi-temps. L’équipe remporte également le titre de la saison régulière MAAC en 1986 et le tournoi du championnat MAAC en 1986, 1987 et 1997.  
Individuellement, Joe DeSantis (en) remporte les honneurs All-American en 1979; Darren Phillip (en) est le meilleur rebondeur du pays en 2001 avec une moyenne de 14 rebonds par match et Deng Gai (en) est le meilleur contreur de la nation en 2005, avec une moyenne de 5,5 contres par match, ce qui l’a placé au 5e rang de tous les temps dans la division I de la NCAA. Les Flags sont entraînés par Sydney Johnson (en) jusqu'en mars 2019.

### Football américain
L’équipe de football américain de Fairfield, aujourd'hui disparue, participe à la Metro Atlantic Athletic Conference de la Division I-AA de la NCAA entre 1996 et 2003.  
Les Stags ont remporté le titre de la MAAC en 1998 avec un bilan de 9-2 et l’entraîneur-chef Kevin Kiesel (en) remporte le titre d’entraîneur de l’année de la ligue. 
Fairfield a un bilan total de 44 à 28. Le programme de football américain de Fairfield est interrompu à la fin de la saison 2002. 

## Installations
Les principales installations sportives comprennent: 
- Webster Bank Arena (capacité: 10 000 personnes) - basket-ball
- Alumni Baseball Diamond (en) (1 000 personnes) - baseball
- Lessing Field (600 personnes) - lacrosse et football
- Alumni Stadium (4 000 personnes) - football américain ; équipe de football américain fermée après la saison 2002